# Fabrice Fokobo
Fabrice Fokobo Atud (sinh ngày 25 tháng 1 năm 1994) là một cầu thủ bóng đá người Cameroon thi đấu cho Real S.C. theo dạng cho mượn từ Sporting CP B, both as trung vệ hay tiền vệ phòng ngự.

## Sự nghiệp câu lạc bộ
Vào ngày 9 tháng 1 năm 2013, Fabrice có màn ra mắt cho Sporting B trong trận đấu tại Giải bóng đá hạng nhất quốc gia Bồ Đào Nha 2012–13 trước Belenenses.
Vào ngày 2 tháng 3 năm 2013, Fabrice ra mắt cho Sporting Clube de Portugal trong trận đấu tại Giải bóng đá vô địch quốc gia Bồ Đào Nha 2012–13 trước FC Porto